# Coenobita compressus
Cua ẩn sĩ Ecuador (Coenobita compressus) còn được gọi là cua ẩn sĩ Thái Bình Dương là một loài cua ẩn sĩ trên cạn. Đây là một trong hai loài cua ẩn sĩ trên cạn thường được bán ở Bắc Mỹ làm vật nuôi, loài còn lại là cua ẩn sĩ Caribe (C. clypeatus)
Coenobita compressus là một thành viên của ngành Arthropoda và lớp Malacostraca. Chúng có thể dài tới 12 mm (0,47 in) và được cho là một trong những loài ốc mượn hồn trên cạn nhỏ nhất. Chúng có bốn chân đi bộ, một gọng kìm nhỏ, một gọng kìm lớn và râu. Nhiều người nuôi những con cua ẩn sĩ này làm thú cưng nhận thấy rằng cua Ecuador có thể đi bộ tương đối nhanh, thậm chí nhanh hơn cả cua ẩn sĩ Caribe và chúng khá năng động. Đôi mắt của chúng có hình bầu dục hơn khi so sánh với đôi mắt tròn của cua ẩn sĩ Caribe và dày hơn. Móng vuốt lớn của chúng có bốn hoặc năm đường gờ nhỏ ở phần trên. Các đầu của đôi chân đi bộ thứ hai sẫm màu hơn phần còn lại của chân. Bụng cua ẩn sĩ Ecuador ngắn và béo.
Cua ẩn sĩ Ecuador rất khác nhau về màu sắc, một số có màu sáng (vàng, xám đậm hoặc cam), nhưng thường thì chúng có màu rám nắng. Đôi khi, chúng có thể có màu xanh lam hoặc xanh lục trên cơ thể hoặc mặt trong của chân. Chúng cũng có đôi mắt hình dấu phẩy, không giống như "con nhím tím" (C. clypeatus) có đôi mắt hình chấm.
Khi chọn vỏ, họ có xu hướng ưu tiên những vỏ có khẩu độ rộng và tròn. Như với tất cả các loài cua ẩn sĩ, vỏ sơn có hại cho chúng, vì chúng thường ăn các mảnh sơn và có thể bị nhiễm độc với các hóa chất được sử dụng trong sơn. Điều này rút ngắn đáng kể cuộc sống của họ.

## Môi trường sống
Có nguồn gốc từ châu Mỹ, những con cua ẩn sĩ này sống ở bờ biển Thái Bình Dương, trải dài từ Mexico đến Chile,và có xu hướng tụ tập xung quanh các vũng thủy triều và vùng thủy triều lên cao. Cơ thể của chúng đã thích nghi với sự tồn tại bên bờ biển này và trong điều kiện nuôi nhốt, chúng cần được tiếp cận với nước biển, vì chúng phải chuyển hóa muối trong đó và tắm trong đó để duy trì độ ẩm cho mang. Không cung cấp quyền truy cập vào nước biển (thật hoặc nhân tạo) sẽ dẫn đến cái chết.
Giống như hầu hết các loài cua ẩn sĩ, chúng là loài ăn xác thối và ăn rong biển, cá chết và các mảnh vụn khác trôi dạt vào bờ.